# 天网 (中国)

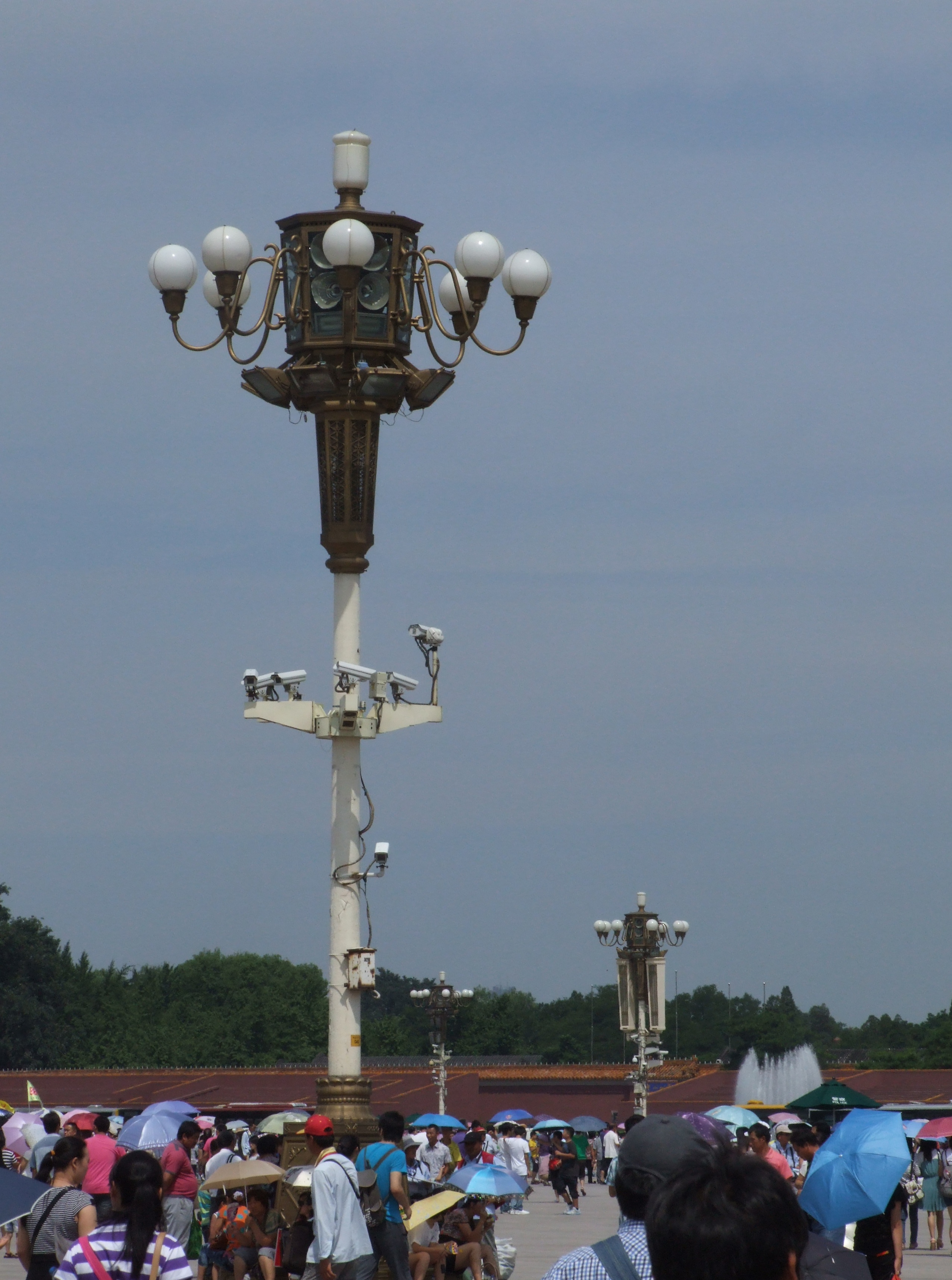
中国大陸北京市天安门广场上的监控探头，拍摄于2012年。

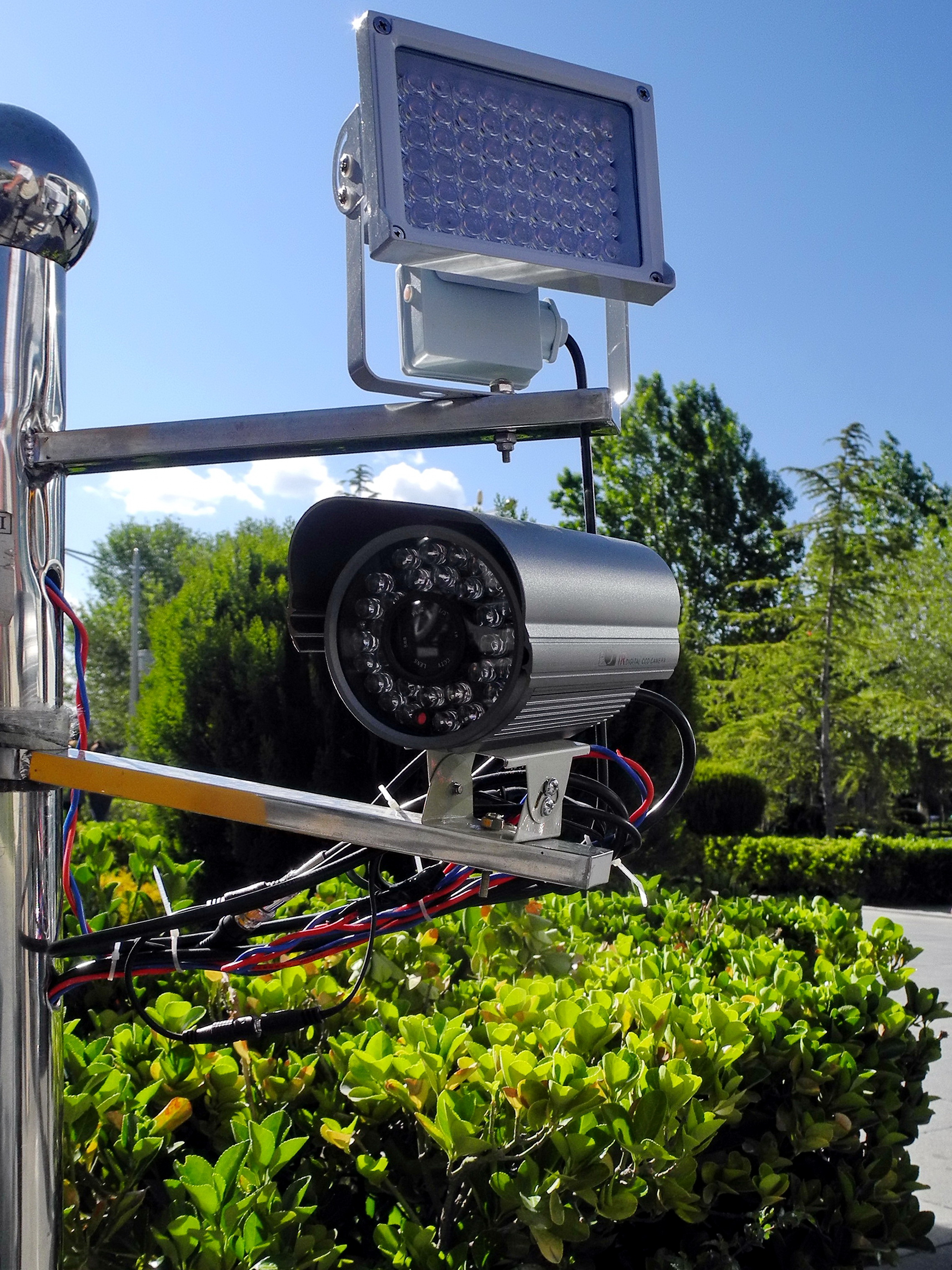
中国大陸西藏自治区拉萨市某处的监控探头，拍摄于2012年。

天网系统或天网工程，是中华人民共和国各级政府建成的世界上规模最大的视频监控系统，利用了人臉識別、大数据、人工智能等技术，是中国大陸大规模监控体系的一部分。天网系統連接不同地方（例如：火車站、飯店、商場、劇院等公共场所，巴士、地鐵、計程車等交通工具）的監控鏡頭，可在極短時間內識別大量民眾身分。中国大陆本土企业海康威视、商汤科技、华为、中兴等均参与了天网工程的建设。
截止2019年，天网系统在中国大陆各地已拥有2亿个公共监控探头、数量是美国公共监控摄像头的4倍(中國人口是美國人口近5倍)，其中八个中国大陸城市位列世界最大规模监控城市前十名：重庆、深圳、上海分列世界前3名，其它前10名的中国大陸城市还包括天津(4)、济南(5)、武汉(7)、广州(8)、北京(9)。据估计，到2020年中国大陆的社会信用体系基本建成并全面启用时，全国各地的公共监控摄像头数量将达到6.27亿个。

## 介绍
“天网工程”是中華人民共和国各级政府投资建立的视频监控工程。中華人民共和国各级政府在交通要道、治安卡口等公共聚集场所，安装视频监控设备，利用GIS地图、图像采集、传输等技术，以对不同区域进行实时监控和信息记录。截止2017年10月，中国大陸已经建成了世界上最大的视频监控网。

### 各地天网建设、使用事例
四川省成都市是全国最早提出城市治安防控“天网”概念的城市。成都自2004年年底在成都火车北站地区开始试点建设城市报警与监控系统，之后在成都市武侯区建设取得成效，并在全市铺开。2006年12月底，“天网”工程一期完成，大成都范围内建成监控摄像头6000个。2007年，为贯彻公安部《关于开展城市报警与监控系统建设的意见》，成都计划建设初步覆盖城区主要道路、重点单位全方位监控网络，实现报警和图像监控信息的联网。
以广西壮族自治区柳州市在2007年至2012年，分三期建立完成“天网工程”。至 2012 年，柳州市已有近3000个监控点，基本覆盖主要道路和人口密集场所，并在全市建设了55个监控室。湖南省长沙市于 2012 年启动天网工程建设，至 2013 年已全面完成，共新增2.5万多支摄像头和103个单位监控室。

### 乡村视频监控“雪亮工程”
“天网工程”开始是在城市中推广，2016年，全国社会治安综合治理创新工作会议指出，中共中央已将公共安全视频监控系统建设纳入“十三五”规划和国家安全保障能力建设规划，乡村视频监控“雪亮工程”则因此而创立。

## 爭議
「天網」監控系統一直被質疑侵犯人權和隱私，指其不僅用於抓捕犯罪者，也用於監控政見不同人士。据称劉曉波病逝後的「頭七」，有許多廣東居民在海邊舉行公祭，之後多人被捕，其中就有數人是警方透過「天網」系統發現其行蹤。
美国加州私立文理学院克莱蒙特·麦肯纳学院教授裴敏欣曾在2024年表示：天网直接监控总人口约1%的黑名单人口，如果人们失业数更多，黑名单人口达到2%时，就有可能让系统超载。

## 相關新聞
2017年，曾有英國BBC記者獲准，在貴州監控中心實測挑戰中國天眼系統。其臉部被掃描設定為嫌疑犯後，即沒入茫茫人海的市區，但他從市區走到車站不到7分鐘就被警察透過天眼系統攔獲，創下最快「落網」紀錄。
2019年，北京大學弒母案嫌犯吳謝宇在重庆江北国际机场被警方抓獲。機場警方即是透過 「天眼」系統發現了他，從安檢識別到抓捕到案，前後只花10分鐘。媒体報導披露了警方抓捕吳謝宇的細節。4月21日凌晨4時許，吳謝宇進入重庆江北国际机场第二航站楼，在三號門進入防爆安全檢查區域等待檢查期間，吳謝宇被監控設備四次抓拍，每次相似度比對都大於或等於98%，最終被機場警方抓獲。

#### 演唱會上缉拿逃犯

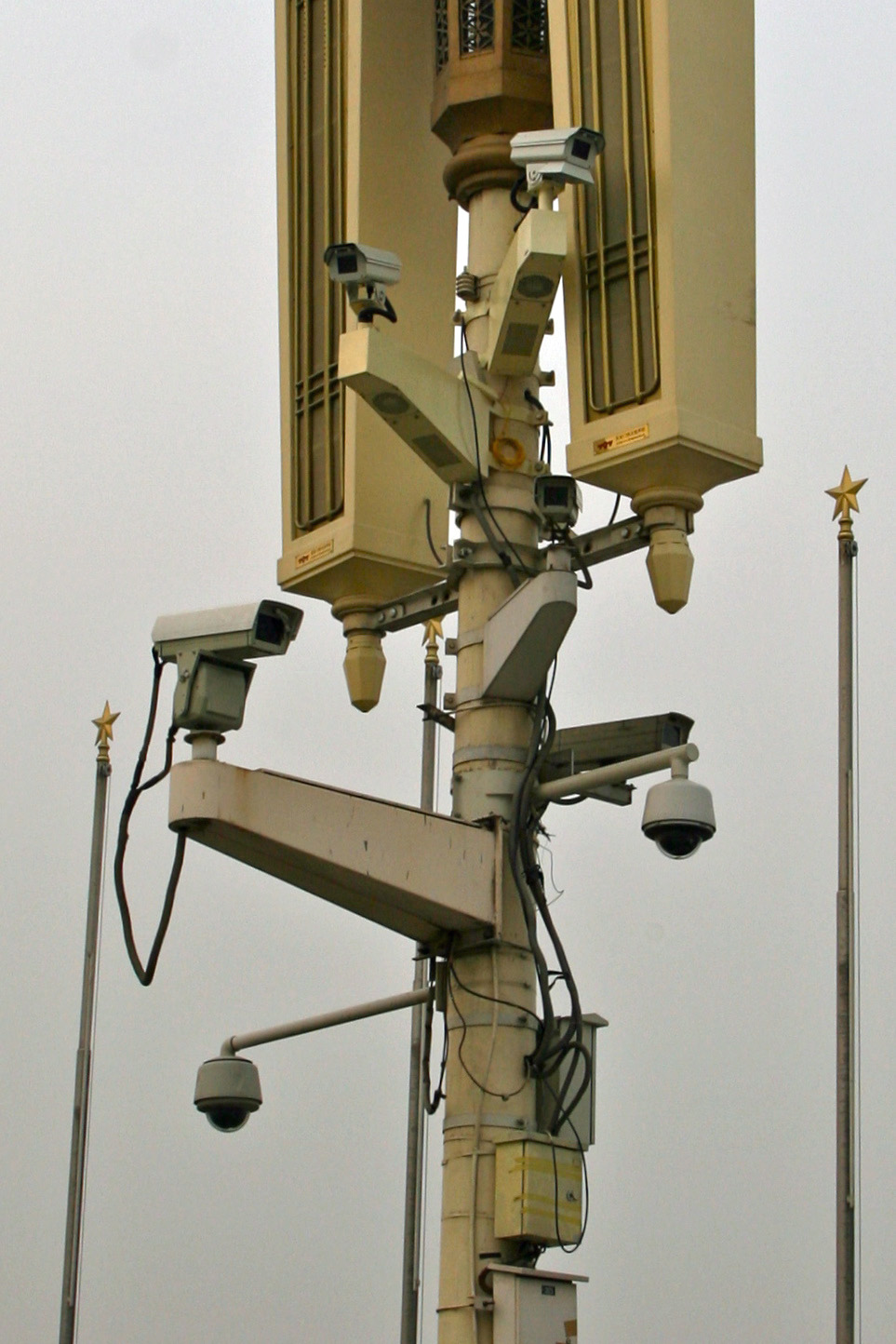
天安门广场上的监控探头，拍摄于2009年。

香港歌手张学友於2018年在中國内地多個城市舉行演唱會，多個省份的警察均經人臉識別系統發現有逃犯入場觀賞，並於演唱會散場時將他們拘捕。至第三次發生同樣事件時，北京警方在微博向張學友公開呼籲要多開演唱會；張學友回應稱「無論甚麼人，我想都需要娛樂的」。

## 軼事
美國北卡羅來納州杜克大學电气与计算机工程学荣休教授戴維·布拉迪（David Brady）是研究天網工程當中十億像素相機的研究團隊首席研究員。美國國防高級研究計劃局曾經資助研發高級攝像技術，不過由於缺乏投資收回了資助，戴維·布拉迪因此于2016年移居中国大陆，並獲得資金支持成功研發技術，並用於天網工程等多個項目之中。